# Fate: Gates of Dawn
Fate: Gates of Dawn ist ein deutsches Computer-Rollenspiel. Es wurde 1991 von reLINE für den Amiga entwickelt und von Softgold vertrieben sowie 1992 auf den Atari ST portiert. Die angefangene Konvertierung für MS-DOS wurde aufgrund der Insolvenz nie fertiggestellt. Eine englische Version wurde fertiggestellt, aber kurz vor der Veröffentlichung gab es interne Probleme bei reLINE, die erst 1993 gelöst werden konnten, was dazu führte, dass nur sehr wenige Exemplare (ein rundes Dutzend) der englischen Version in den Handel gelangten und verkauft werden konnten.

## Spielprinzip
Man steuert in diesem Spiel bis zu vier Gruppen von je maximal sieben Gruppenmitgliedern, die aus einer Menge verschiedenen auf der Spielwelt verteilten potentiellen Gefährten rekrutierbar sind, welche einer der elf Rassen und 31 Klassen angehören können. Diese Gruppen bewegt man in einer handgezeichneten Pseudo-3D-Ansicht durch verschiedene ober- und unterirdisch gelegene Gebiete, Städte und Verliese, wobei zwischen den verschiedenen Gruppen jederzeit gewechselt werden kann. Sämtliche Interaktion mit dem Spiel erfolgt in ein und demselben Hauptbildschirm, Kämpfe finden rundenbasiert statt, die dabei verwendeten Grafiken sind meist nicht animiert, spiegeln aber die Entfernung der Gegner zur Gruppe wider, was einen Einfluss auf die taktischen Optionen der Gruppe hat. Die Musikunterstützung bezieht dabei Umgebungseffekte effektiv in das Spielgeschehen mit ein, man kann beispielsweise hören, ob sich Gegner nähern und in was für einer Umgebung man gerade unterwegs ist.
Das Spiel legt einen großen Wert auf Rollenspielaspekte. Man erhält Informationen über Spielinhalt und -ziel nur durch die Kommunikation mit NSCs, was jedoch auch erfahrungstechnisch belohnt wird, wohingegen rollenspielfremdes Verhalten wie das Töten Unschuldiger auch mit Erfahrungspunktabzug bestraft werden kann. Die Gespräche werden dabei über ein komplexes System von Verhaltensmustern wie Drohen, Witze reißen oder Flirten abgewickelt, welche vom Programm in der Situation angepassten Dialoge umgesetzt werden. Dabei haben vorher bereits abgewickelte Dialoge und Aktionen des Spielers im Laufe des Spiels zusätzlichen Einfluss auf seine Bekanntheit, und die Bereitschaft der NSCs, mit ihm zu sprechen, oder ihn auf seiner Quest zu unterstützen. Die verschiedenen Gruppen, die man im Verlauf des Spiels steuert, können untereinander agieren und kooperieren, ein Vorgehen, was zur Lösung verschiedener Rätsel notwendig ist. Die einzelnen Gruppenmitglieder verfügen bereits über eine frühe Form von Persönlichkeit, echte Kontrolle übt der Spieler nur über seinen Avatar aus, die restlichen Begleiter reagieren auf Anweisungen abhängig von verschiedenen Faktoren wie Gruppenzusammenstellung, der aktuellen Situation oder dem Wetter. Letzteres, sowie ein vorhandener Tag-/Nachtzyklus haben zudem Einfluss auf das Verhalten der NSC und die möglichen Zufallsbegegnungen. Magie existiert in vielfältiger Form in diesem Spiel, verteilt auf 20 verschiedene magieausübende Klassen, die jeweils rund 10 verschiedene Sprüche beherrschen. Ausrüstungstechnisch existiert eine Vielzahl unterschiedlicher Gegenstände, darunter auch alltägliche Ausrüstung wie Öllampen, die trotzdem einen Nutzen haben (in diesem Fall, ein Verlies zu erhellen).
Es gibt keinen linearen Spielverlauf in diesem Sinne in diesem Spiel. Durch den hohen Anteil an selbst zu erkundendem Inhalt steht es dem Spieler frei, dem Erzählstrang des Spiels zu folgen, oder lieber die Welt zu erforschen. Recht einzigartig ist dabei ein System, welches dem Spieler nach und nach in Gesprächen mit anderen Figuren immer konkretere Hinweise auf die nächsten Schritte der Hauptquest liefert, wenn er diese nicht selbst zu finden vermag. Manches mögliche Gruppenmitglied verfügt zudem über einzigartige Fähigkeiten neben seinen klassen- und rassenspezifischen Eigenschaften, die teilweise zusätzliche Lösungswege oder erweiterte Optionen bei einzelnen Aufgaben ermöglichen.

## Kopierschutz
Erwähnenswert ist der Kopierschutz dieses Spiels. Neben einem für diese Zeit sehr komplexen Kopierschutz der Disketten selbst, gab es eine Passwortabfrage im Spiel, die regelmäßig während des Spielens auftrat. Wurde diese Abfrage falsch beantwortet, hatte dies keinesfalls den Abbruch des Spieles zur Folge, sondern es wurde nach und nach der Spielinhalt eingeschränkt. Wichtige NSCs sprachen nicht mehr mit dem Spieler oder machten falsche und sinnlose Angaben, spielrelevante Gegenstände konnten nicht mehr gefunden werden und die Schwierigkeit der Kämpfe stieg kontinuierlich an.

## Nachfolger
Olaf Patzenhauer, der mittlerweile verstorbene Programmier von Fate, hat im Rahmen eines privaten Projektes einen Nachfolger (inoffiziell als Fate 2 bekannt) programmiert, der jedoch aufgrund von Lizenzproblemen keinen offiziellen Status hat. Dieses Spiel ähnelt von der Handhabung und auch spielerisch dem originalen Fate, setzt grafisch jedoch sehr stark auf asiatische Figuren im Manga-Stil und wurde nur personalisiert hergestellt, man kann es nicht frei erwerben. Weitere Informationen zu Fate 2 finden sich im "Might & Magic-World"-Forum.